# Номерні радіостанції
Номерні радіостанції — короткохвильові радіостанції, про приналежність яких достовірно не відомо. Вони передають в ефір набір чисел, слів або букв, який зачитує диктор. У деяких випадках використовується фонетичний алфавіт. Передані дані являють собою зашифровані відомості і можуть належати багатьом організаціям — наприклад розвідкам, що передає зашифровані повідомлення своїм агентам (про цей спосіб достовірно відомо).
Голоса дикторів часто генеруються за допомогою електроніки. Живі голоси зазвичай жіночі, але іноді використовуються чоловічі або дитячі голоси. Деякі станції дублюють свої передачі, окрім голосових повідомлень, телеграфним кодом Морзе на інших частотах. Деякі передають групи цифр тільки кодом Морзе. Структура цих повідомлень така ж, як і голосових повідомлень — п'ятизначні групи цифр або букв. Завжди використовується шифр Вернама або одноразовий код (наприклад, станція S3 «Okno» передавала в ефір умовну фразу — «okno okno okno, day of sun, day of sun»). Останнім часом використовуються цифрові (електронні) протоколи передачі, при цьому структура зашифрованих повідомлень не змінюється.
Прийнято вважати, що номерні радіостанції використовуються як односторонній каналу зв'язку зі шпигунами, що працюють на завданні. Жоден уряд, на території якого працюють ці станції, офіційно не визнавав цього пояснення. Проте в одному випадку шпигунська діяльність радіостанції, що передає числа, переслідувалася в суді США.
Деякі номерні радіостанції з'являються і зникають, а деякі працюють відповідно до розкладу. Їх діяльність злегка активізувалася на початку 90-х.
Зашифровані односторонні повідомлення (англ. OWVC - One Way Voice Channel), що передаються в КХ ефірі, можуть використовуватися не тільки розвідками різних країн, але й іншими легальними і нелегальними організаціями як найбільш простий і надійний спосіб передачі даних на будь-яку відстань. Також висловлювалося припущення про приналежність деяких іспаномовних номерних радіостанцій до наркомафії — нібито зашифровані повідомлення використовуються для зв'язку між наркокартелями по всьому світу і для зв'язку з морськими судами, що перевозять наркотики .

## Можливе походження і використання
Згідно з інформацією проекту «Conet» («The Conet Project»), номерні радіостанції вели мовлення з часів Першої світової війни.
Прийнято вважати (в одному випадку навіть пред'являлося офіційне обвинувачення), що номерні радіостанції працюють як простий і надійний спосіб комунікації урядових організацій та шпигунів, що працюють під прикриттям.
З численних документальних книг і мемуарів відставних розвідників вже давно відомо, що для розшифровки таких послань використовуються так звані одноразові блокноти — криптосистема, що абсолютно не розкривається при її правильному використанні.
На користь цієї версії свідчить також те, що зміст (кількість груп у повідомленнях збільшувалася) і розклад номерних радіопередач різко змінювався в період незвичайних політичних подій (наприклад під час конституційної кризи у Росії 1993-го року). У 1991 році, під час серпневого путчу, номерна станція з умовним позначенням S6 «Russian Man» кілька разів на добу передавала в ефір повідомлення, що складається з однієї групи — «5 5 5».
Сигнал радіопередавача з амплітудною модуляцією і потужністю близько 100 Вт може бути прийнятий у всьому світі за ідеальних умов (низький рівень місцевих перешкод, вдала погода, пора року, низька сонячна активність, а також використання великої приймальної антени і високоякісного приймача). Однак шпигуни змушені працювати з портативними приймачами в будь-яку погоду, пору року і за будь-якої сонячної активності. Тільки передавачі величезної потужності можуть гарантувати доставку сигналу в будь-яку точку земної кулі. Звичайно, деякі уряди не мають потреби в таких потужних передавачах, якщо робота з їх сигналом ведеться на території прилеглих держав.
Попри те, що жоден мовник або уряд не визнали використання номерних радіостанцій, в 1988 році в статті в «Дейлі телеграф» було процитовано анонімне джерело з Міністерства торгівлі та промисловості Великої Британії (ця організація регулює радіомовлення у Великій Британії), який сказав:

| «Вони (номерні радіостанції) саме те, що ви вважаєте. Люди не повинні бути введені в оману. Станції не призначені, скажімо так, для суспільного споживання».[3] |
Прослуховування номерних радіостанцій без офіційного дозволу у Великій Британії є незаконним.
Ентузіасти, що досліджують діяльність номерних радіостанцій, часто дають цим станціям назви, що вказують на характерні ознаки їх мовлення. Наприклад, станція «Lincolnshire Poacher» («Лінкольнширський браконьєр») називається так тому, що перед передачею кожного числового ряду, в її ефірі звучать два такти однойменної народної пісеньки.
В ефірі станції «Magnetic Fields» («Магнітні поля») до і після набору чисел звучить музика французького музиканта Жана Мішеля Жарра. «Atención» починає передачі з іспанської фрази: «¡Atención! ¡Atención!» («Увага! Увага!»).
Визначення місцезнаходження номерної радіостанції досить дороге і вимагає часу. Однак помилки з боку мовника, пеленгація та знання особливостей розповсюдження короткохвильового сигналу може дати любителям розслідувань деякі підказки.
Наприклад, вважається, що станція «Atención» знаходиться на Кубі. Походження цієї версії пов'язано з тим, що одного разу помилково «Радіо Гавана Куба» якийсь час вела мовлення на тій же частоті. Можливо, радіохвилі цих двох радіостанцій проінтерферовані між собою, але можливо, що оператор «Atención» слухав передачу «Радіо Гавана» й ненавмисно видав її в ефір. (Приблизно в 2000—2001 роках США офіційно оголосили «Atención» кубинської радіостанцією.)
У 1980—1990 роках у журналі для радіоаматорів була опублікована стаття, яка розповідає про те, як кілька людей за допомогою переносного пеленгатора змогли виявити передавальну антену номерної радіостанції під Флориді або в Воррентоні , в будівлі, що належить військовим. Як припускають учасники проекту, передавач з'єднаний телефонною лінією з джерелом у Вашингтоні. Автор статті пише, що Федеральна комісія зі зв'язку США (FCC) не бажає відповідати на громадські запити з приводу номерних радіостанцій.
Перед початком роботи деяких номерних радіостанцій можна почути тональні сигнали різного роду — починаючи від багатотонових мелодій і закінчуючи просто однотональним сигналом. Ці тони використовуються для точного слухового налаштовування радіоприймача на станцію і є позначенням початку передавання для сторони, що приймає повідомлення.

## Спроби розшифровки повідомлень
Як говорилося вище, при використанні одноразових шифрів завдання розшифровки повідомлення буде практично нездійсненним.
Але, і не знаючи, про що повідомлення, просто ведучи спостереження за радіостанціями і аналізуючи їх роботу, можна виявити деякі закономірності. Ось, що описав у своїй книзі «Акваріум» Віктор Суворов:

| На кожну радіостанцію, на кожен радар заводиться справа: тип, призначення, де розташована, кому належить, на яких частотах працює, зрозумілі нам повідомлення чи ні, на станцію заводиться графік активності, і кожен її вихід в ефір фіксується: якщо кожен вихід в ефір фіксувати і аналізувати, то скоро стає можливим передбачати її поведінку. У результаті багаторічного аналізу з'являється можливість сказати: «Якщо вийшла в ефір РБ-7665-1, отже, через чотири дні буде проведено масовий зліт у Рамштейні». Це непорушний закон. А якщо раптом запрацює станція, яку ми називаємо Ц-1000, тут і дитині зрозуміло, що боєготовність американських військ у Європі буде підвищена. |

## Справа з розслідування шпигунської діяльності і радіостанція «Atención»
Кубинська радіостанція «Atención» стала першою номерною радіостанцією, офіційно оголошеною шпигунською. Ця заява була центральною у справі за звинуваченням у шпигунстві після розкриття кубинської шпигунської мережі «Оса». В 1988 році американські обвинувачі заявили, що підозрювані вводили почуті по «Atención» числа в комп'ютер зі встановленою програмою для розшифровки шпигунських інструкцій. Співробітники ФБР в 1995 році змогли скопіювати цю програму і розшифрували деякі повідомлення.
У свідченнях свідків використовувалися три приклади розшифрованих повідомлень «Atención». Мова вихідних повідомлень не зазначена.
- «Розташуйте все по пріоритетам і продовжуйте зміцнювати дружбу з Джо і Денніс» (англ. «prioritize and continue to strengthen friendship with Joe and Dennis»).  [68 символів]
- «Ні за яких обставин [агенти] Герман і Кастор не повинні летіти з BTTR або іншою організацією 24, 25, 26 і 27 числа» (англ. «Under no circumstances should [agents] German nor Castor fly with BTTR or another organization on days 24 , 25, 26 and 27»).  [112 символів]  (BTTR[en] — група опору режиму Кастро, яка використала у своїй діяльності авіатехніку для порятунку втікачів з Куби, що пливуть на плотах).
- «Привітайте всіх товаришів-жінок із Міжнародним Жіночим Днем» (англ. «Congratulate all the female comrades for International Day of the Woman»).  [71 символ]

Послання передавалися на швидкості 1 символ (або число) у секунду, передача цілого повідомлення займала хвилину і більше.
У 2001 році модератор списку розсилки дослідників діяльності номерних радіостанцій заявляв, що дехто з одержувачів списку зламував код для розшифровки повідомлень «Atención» . Це можливо, якщо один і той самий код шифрувального блокнота використовується неодноразово.

## Формати
В основному, номерні радіостанції працюють в однаковому форматі, однак є деякі розходження. Передача починається на початку години або півгодини.
Як прелюдія використовується будь-який ідентифікатор для станції, а іноді і для адресата повідомлення. Ідентифікатор може бути фонетичним або числовим («Charlie India Oscar», «250250250»), використовувати характерні фрази («¡Atención! ¡Atención!», «1234567890») або фрагменти музичних творів. Вступ може також вказувати на характер і пріоритет повідомлення або попередити, що повідомлення не буде. Часто вступ повторюється протягом деякого часу.
Потім слідують групи з чотирьох або п'яти цифр та/або букв. Для забезпечення надійності передачі, диктор повторює кожну групу двічі або дублює повідомлення повністю. Такі повідомлення зазвичай можна розшифрувати за допомогою одноразового шифрувального блокнота.
Деякі станції передають кілька повідомлень. У цьому випадку весь процес повторюється з різним числовим вмістом.
Після того, як всі повідомлення відправлені, станція закінчує роботу. Зазвичай це одна з форм слова «кінець» (наприклад: «end of message», «end of transmission»; «ende»; «fini»; «final», «кінець»). Деякі станції (особливо ті, які, ймовірно, розташовані на території колишнього СРСР) закінчують повідомлення серією з 5 нулів («000 00»).

## Технологія передачі
За винятком невеликої кількості радіостанцій, технологія передачі гранично проста — короткохвильові передавачі потужністю від 10 до 100 кВт.
За часів холодної війни в Радянському Союзі імовірно використовувалися передавачі потужністю до 500 кВт. Вважається, що вони перебували за Уральським хребтом і були здатні вести передачі на Західну Європу, Північну Африку, можливо, і на Північну Америку.
Наприкінці 1980-х років технічні досягнення дозволили Радянському Союзу знизити потужність цих номерних радіостанцій до 100 кВт.
Розташування номерних радіостанцій, що вели мовлення з території СРСР, не може бути повністю визначене і до цього дня. Короткохвильовий діапазон в Європі був у той час переповнений, що теж сильно ускладнювало спроби пеленгу.

## Номерні радіостанції та культура

### Музика
В 1997 році невелика компанія «Irdial-Discs» випустила на чотирьох компакт-дисках (доступних для скачування на їхньому сайті) серію записів номерних радіостанцій, а також запустила сайт «The Conet Project».
Ці записи були використані деякими музикантами як семпли для своїх композицій. Наприклад, у піснях: «Pause» групи «Stereolab», «Even Less» групи «Porcupine Tree», «Even the Waves» («Chroma Key »), а також у різних піснях «Wilco» використовуються семпли з дисків «The Conet Project». Назва альбому «Wilco» «Yankee Hotel Foxtrot» — текст однієї з номерних радіопередач, використаний в музиці як семпли. Барабанщик групи «Pere Ubu» Скотт Краус давно цікавиться діяльністю номерних радіостанцій. Його трек «On the Lamb» триває близько півгодини і використовує безліч семплів, отриманих з передач номерних радіостанцій.
Пісня «Куля» українського метал-гурту АННА починається дещо зміненим записом із «Project Conet» — 2251-2110-8105-2110-8105-2110
Пісня «Numbers» групи «Kraftwerk» написана під впливом прослуховування передач номерних радіостанцій.
Шотландський дует «Boards of Canada» у треку «Gyroscope» (альбом «Geogaddi») використовує запис з ефіру синтезованого дитячого голосу номерний станції G2 «Swedish Rapsody», який виголошує шифрограму.
Британська група «65daysofstatic» використовувала семпл «The Lincolnshire Poacher», а також інші передачі номерних радіостанцій у пісні «No Station».
У 2000 році група «Cinerama» випустила кавер-версію пісні «London», в якій використала семпли номерних радіостанцій.

### Кіно і телебачення
У фільмі Жана Кокто «Орфей» (1949) поет Орфей слухає передачу номерної радіостанції в Роллс-Ройсі, який веде шофер Смерть.
Камерон Кроу використав частину записів «The Conet Project» у фільмі «Ванільне небо». За його словами, «це було зроблено, щоб створити відчуття розгубленості».
Роздруківку передач радіостанції «Lincolnshire Poacher» використано у декораціях серіалу «Mark Thomas Comedy Project»
Числа 4, 8, 15, 16, 23 і 42 передавалися номерною станцією на острові в серіалі «Загублені» (англ. «Lost»).
В 1991 році, у фільмі «Іграшкові солдатики», колумбійські військові використовували номерні радіостанції для зв'язку між військовим училищем та базою. У фільмі є кілька сцен, у яких кодуються і розшифровуються повідомлення номерних радіостанцій.
У фільмі «Червоний схід» (1984) партизанська група слухає по радіо дві кодові фрази (кожна повторюється двічі): «Стілець проти стіни» і «У Джона — довгі вуса». Остання фраза використовувалася як кодовий сигнал французьким опором під час Другої світової війни.
У фільмі «Помилка резидента» (СРСР, 1968) Тульєв-Зароков-Курнаков отримує повідомлення з розвідцентру, слухаючи номерну станцію німецькою мовою за допомогою мовного КХ-приймача.
У фільмі «Сімнадцять миттєвостей весни» (СРСР, 1973) повідомлення для Штірліца передаються у вигляді числових послідовностей, замаскованих під службові передачі для радянських геологорозвідувальних груп.
У фільмі «ТАРС уповноважений заявити …» (СРСР, 1984 р.) завербований ЦРУ агент Тріанон приймає повідомлення номерної станції за допомогою КХ радіо. Фільм заснований на реальних подіях — під «Тріанон» у фільмі мається на увазі Олександр Огородник, співробітник відділу Америки Управління з планування зовнішньополітичних заходів МЗС СРСР (УпВМ).